# Saint-Albin-de-Vaulserre
Saint-Albin-de-Vaulserre ist eine französische Gemeinde mit 421 Einwohnern (Stand: 1. Januar 2022) im Département Isère in der Region Auvergne-Rhône-Alpes. Sie gehört zum Arrondissement La Tour-du-Pin und zum Kanton Chartreuse-Guiers.

## Geographie
Die Gemeinde Saint-Albin-de-Vaulserre liegt etwa 22 Kilometer westsüdwestlich von Chambéry. Der Fluss Guiers bildet die östliche und nordöstliche Grenze der Gemeinde und die Grenze zum Département Savoie. In den Guiers mündet hier auch sein Zufluss Ainan. Saint-Albin-de-Vaulserre wird umgeben von den Nachbargemeinden Domessin im Norden und Nordosten, Saint-Béron im Osten, Voissant im Südosten und Süden, Saint-Bueil im Süden und Südwesten, Saint-Martin-de-Vaulserre im Südwesten und Süden sowie Saint-Jean-d’Avelanne im Westen.

## Bevölkerungsentwicklung
| Jahr                       | 1962 | 1968 | 1975 | 1982 | 1990 | 1999 | 2006 | 2013 | 2021 |
| Einwohner                  | 309  | 318  | 299  | 328  | 351  | 368  | 354  | 397  | 417  |
| Quellen: Cassini und INSEE |      |      |      |      |      |      |      |      |      |

## Sehenswürdigkeiten
- Kirche Saint-Albin
- Schloss Vaulserre, Wehrhaus aus dem 18. Jahrhundert, seit 1984/2007 Monument historique

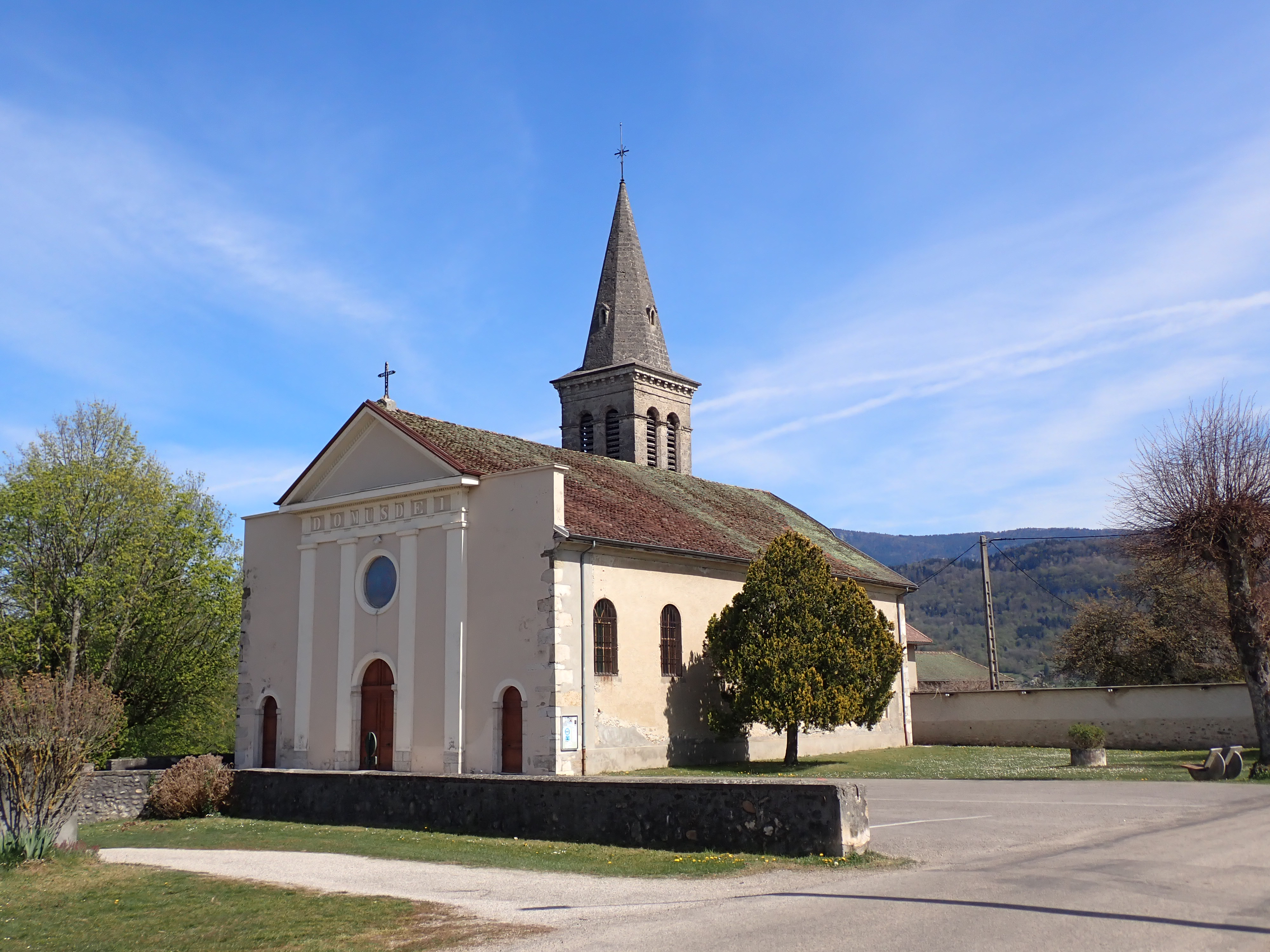
Kirche Saint-Albin
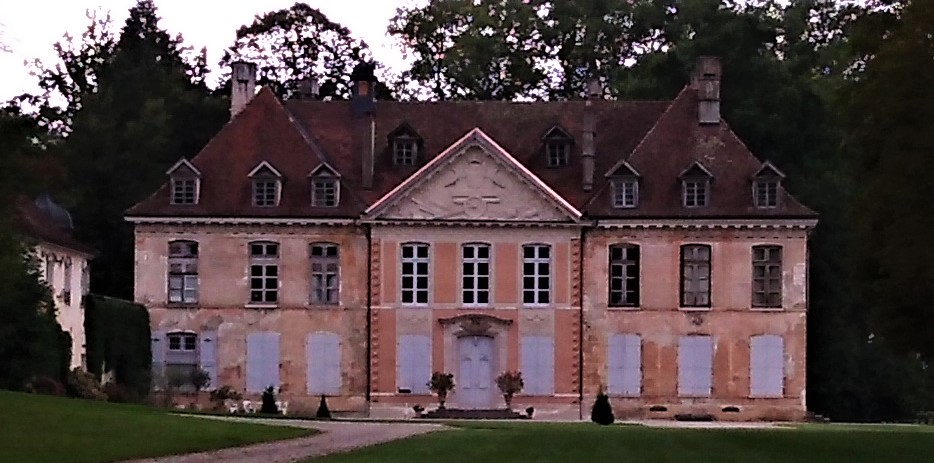
Schloss Vaulserre
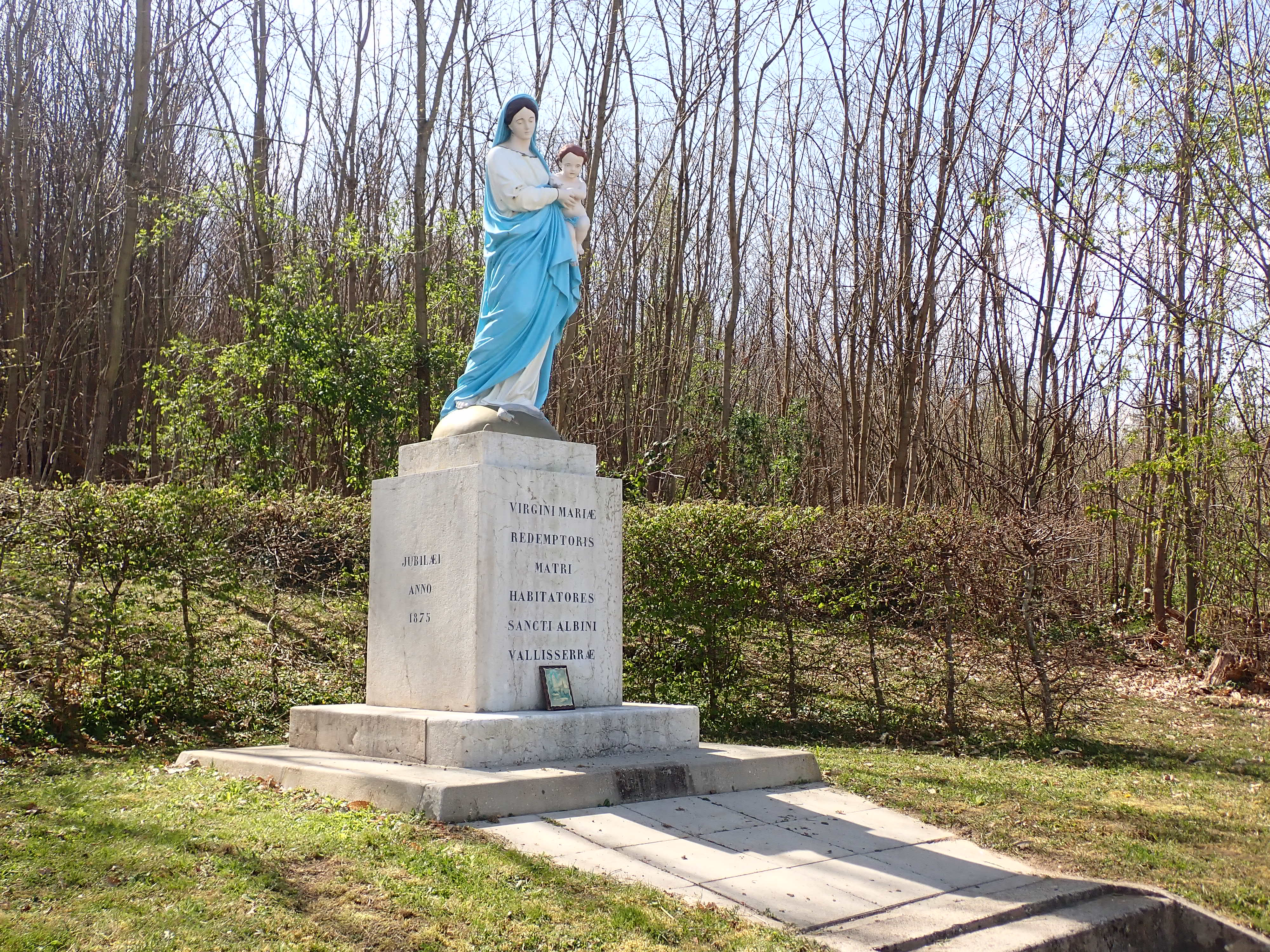
Marienstatue
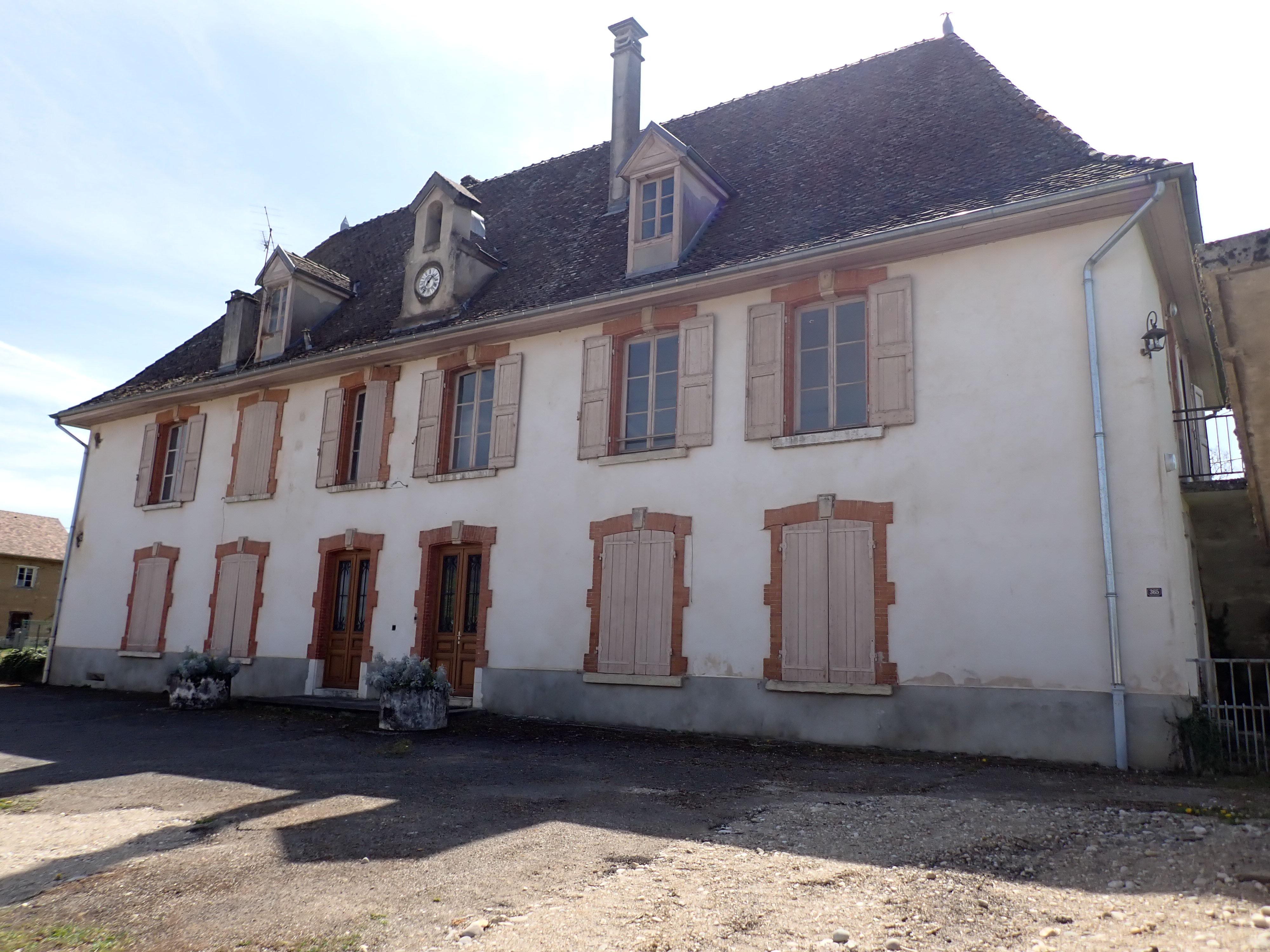
Ehemalige Grundschule